# Tricholoma atrosquamosum
Tricholome à écailles noires
Espèce
Tricholoma atrosquamosum, le Tricholome à écailles noires, est une espèce de champignons(Fungi) du genre Tricholoma. Il pousse en association avec les arbres à feuilles caduques sur les sols calcaires. Il est dispersé sur l'ensemble de l'écozone holarctique dont le Québec et l'Europe mais est globalement assez rare. Il s'agit d'une espèce comestible recherchée à la saveur farineuse et parfois poivrée.

## Taxinomie

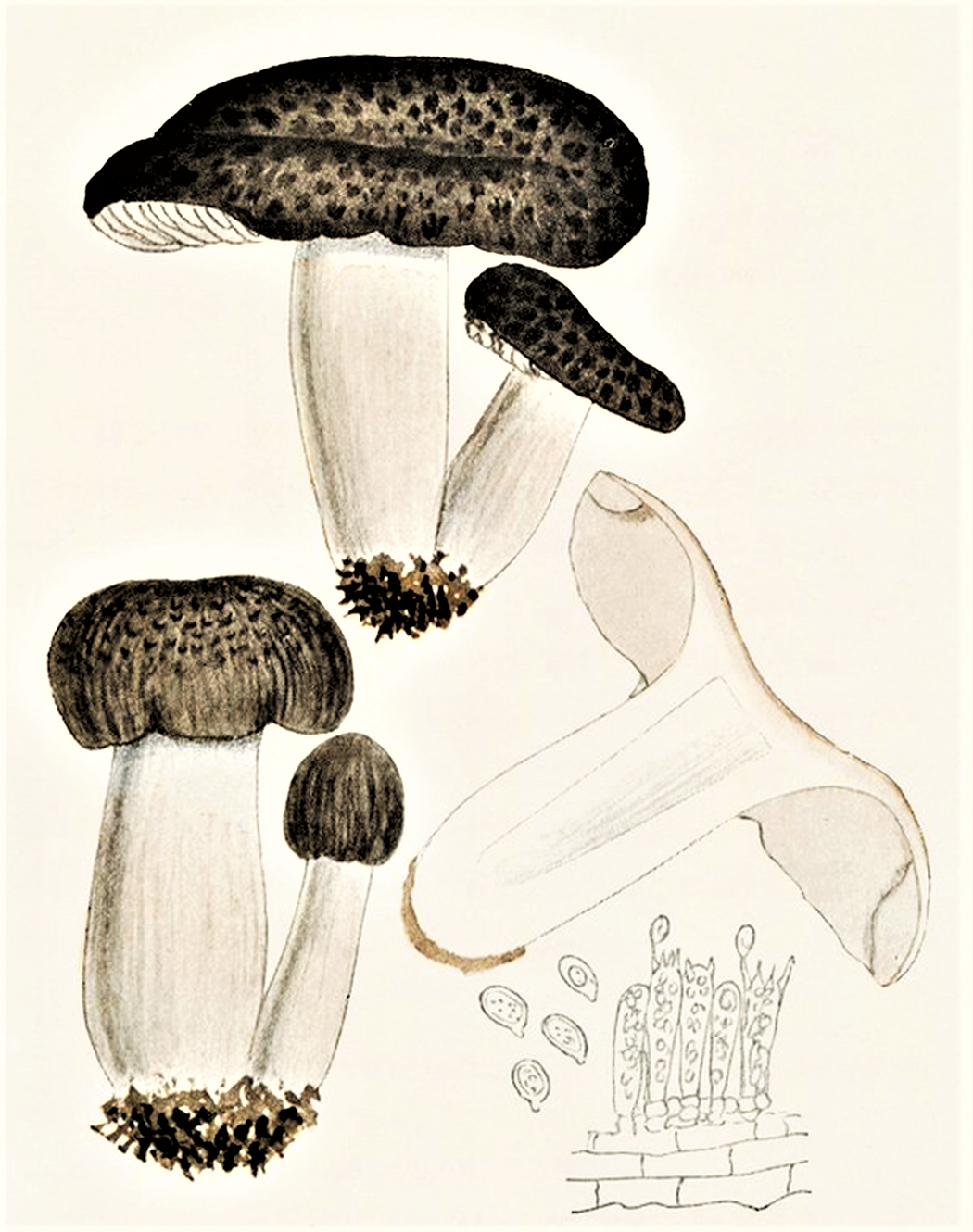
Tricholoma atrosquamosum - illustration botanique de Giacomo Bresadola (1937)

Tricholoma atrosquamosum est décrit en 1837 par le mycologue français François Fulgis Chevallier sous le nom d'Agaricus atrosquamosus. Il a été classé en tant que sous-espèce de Tricholoma terreum par George Edward Massee (en). Il figure aujourd'hui dans la section Terrea, dans le sous-genre Tricholoma, dans le Tricholoma. Deux variétés sont à distinguer : var. atrosquamosum est généralement plus grand que squarrulosum.
Le nom générique est issu du grec trichos (τριχος), « cheveux », et loma (λωμα), « frange » ou « bordure ». Quant à l'épithète spécifique, atrosquamosum, elle provient du latin atro, ater, (« noir sombre », qui a donné l'âtre) et de squamosus (« squameux ») en raison des écailles noires ornant son chapeau.

### Synonymie

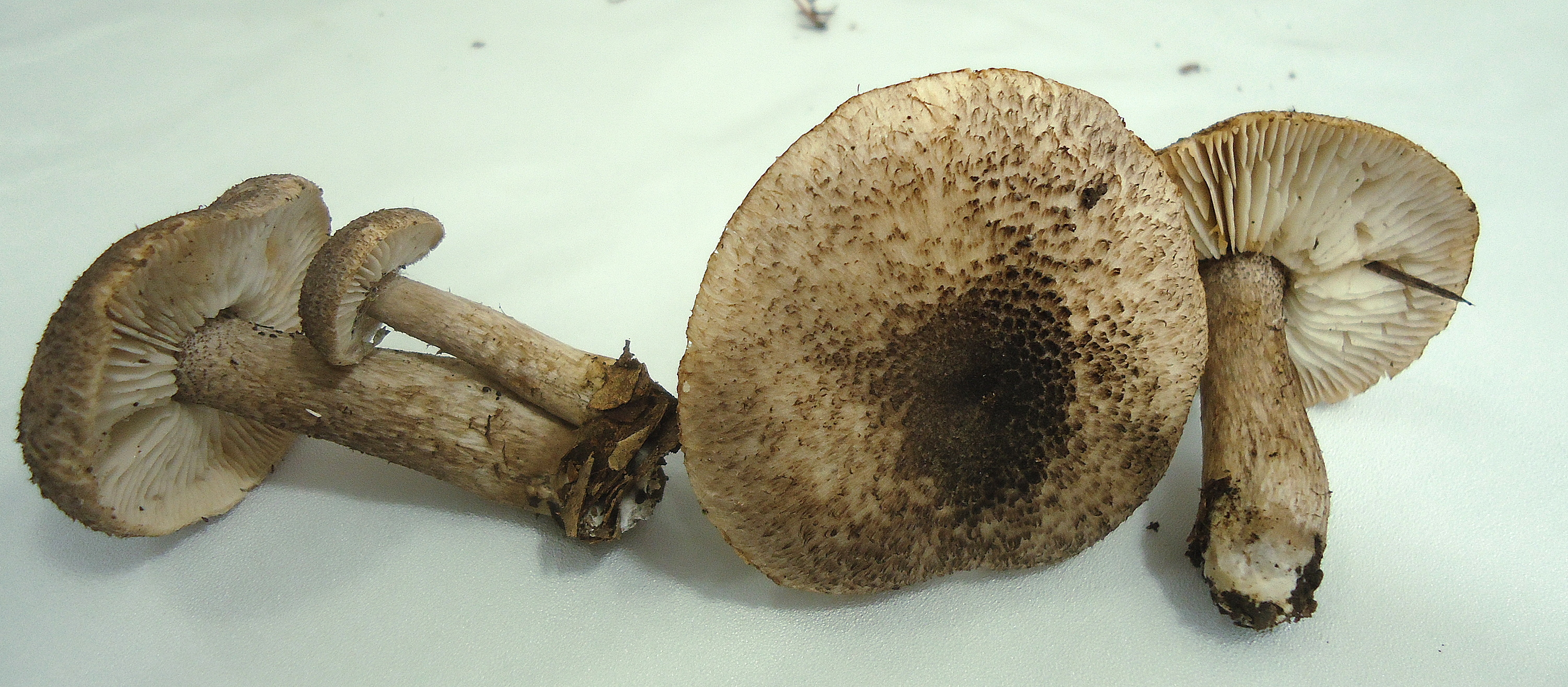
Tricholoma atrosquamosum

- Tricholoma atrosquamosum Sacc., 1887[4]
- Agaricus atrosquamosus Chevall. 1837 - Basionyme[4]
- Tricholoma terreum var. atrosquamosum (Chevall.) Massee (en), 1893[4]

### Variétés
- Tricholoma atrosquamosum var. atrosquamosum
- Tricholoma atrosquamosum var. parvispora Raithelh., 1988[4]
- Tricholoma atrosquamosum var. squarrulosum (Bres.) Mort. Chr. & Noordel., 1999[4]

## Description

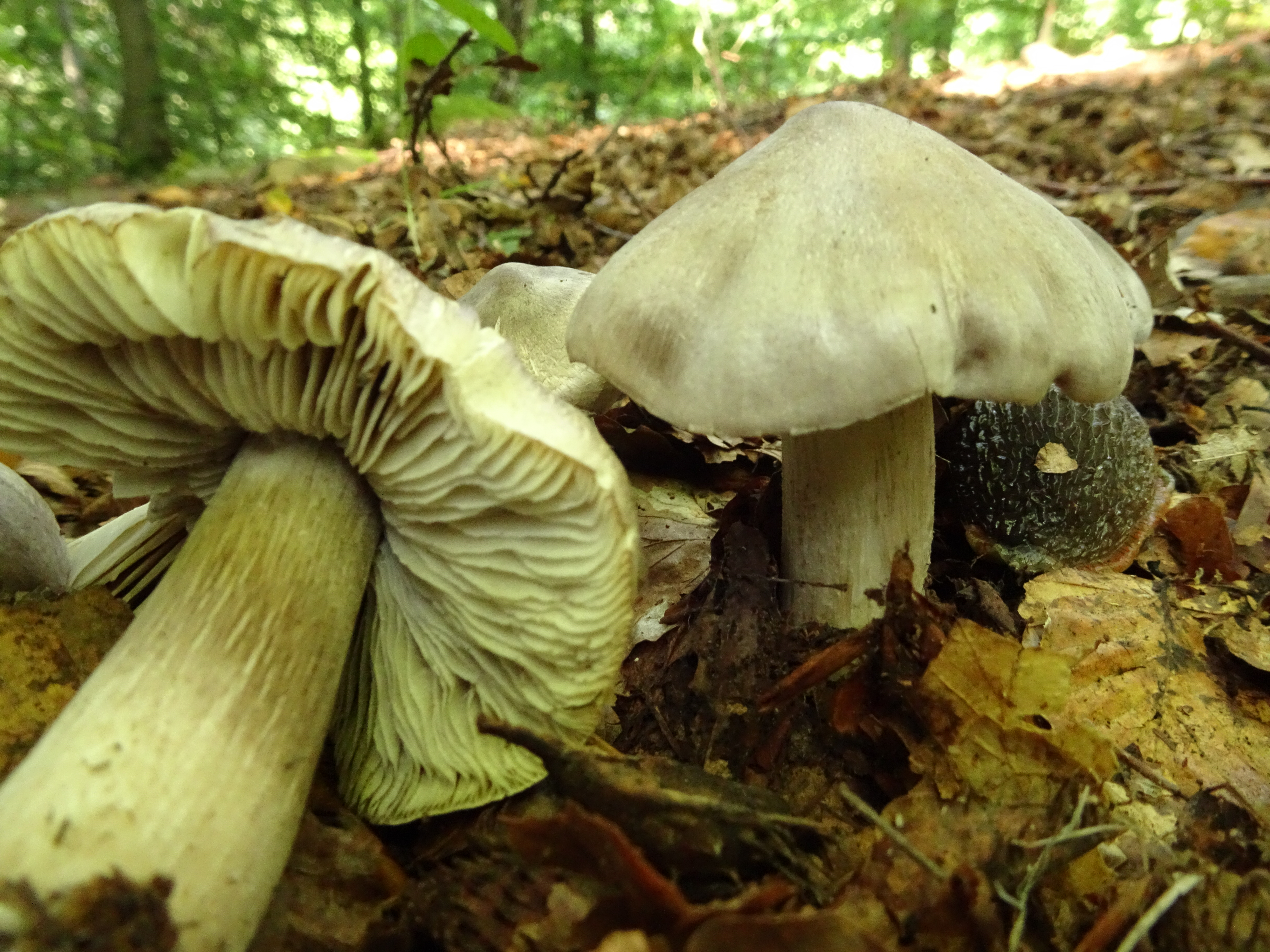
Tricholoma atrosquamosum

Le chapeau mesure de 4  à   10 cm de largeur ; il est couvert d'écailles gris-marron foncé. Les jeunes spécimens ont un chapeau plus conique qui devient convexe, voire plat, avec l'âge. Il est généralement plus sombre que celui des autres tricholomes à chapeau gris. Le stipe mesure de 2,5  à   8 cm de hauteur pour de 0,7  à   2 cm de largeur et ne possède pas d'anneau ; il est gris avec de petites écailles noirâtres pouvant le recouvrir entièrement ou être restreintes au sommet de la tige ; sa base peut être teintée de vert ou de rose, et devient rougeâtre en séchant. Les lames, gris-marron, peuvent être adnées ou libres. Le champignon présente un goût et une odeur farineux, mais ceux-ci peuvent être fruités, poivrés ou épicés.
La variété squarrulosum se différencie de la variété type atrosquamosum par son pied blanchâtre et soyeux ne présentant pas de mèches grises ou très peu.

## Distribution et habitat
Tricholoma atrosquamosum peut être trouvé en Amérique du Nord et en Europe. Il est globalement rare en Europe, et même en danger d'extinction aux Pays-Bas et en Tchéquie. Il est souvent riverain d'espèces comme Fagus (hêtres) ou Picea (épicéa) sur des sols calcaires. La variété squarrulosum est aussi rare (bien que plus répandu en Europe méridionale et souvent riveraine de Quercus (chênes), Pinus (pins) ou Fagus (hêtres) sur sol calcaire ; elle apparaît entre septembre et novembre. Les deux variétés sont rares dans les îles britanniques.

## Comestibilité
Les deux variétés squarrulosum et atrosquamosum sont comestibles, et même parfois très recherchées,. Elles peuvent être confondues avec Tricholoma pardinum, toxique, qui est généralement plus gros et qui ne possède pas d'arôme de poivre.